# 基什沃尔沙尼
基什沃尔沙尼，是匈牙利索博尔奇-索特马尔-贝拉格州所辖的一个村。总面积12.83平方公里，总人口971，人口密度75.7人/平方公里（2011年1月1日）。